# Протестантське богослов'я
Протестантське богослов'я — це доктрини, яких дотримуються представники різних протестантських течій, що мають деякі спільні риси, але є відмінними одна від одної. Загалом, протестантське богослов'я, як частина християнського богослов'я, дотримується віри в правдивість Біблії, Святу Трійцю, спасіння, освячення, милосердя, євангелізацію та novissima. Різні протестантські деномінації відрізняються за своєю доктриною: у церквах викладають або веслеянсько-армініанське богослов'я, або реформатське богослов'я, або баптистське богослов'я. 

## Віровчення

### Реформатське богослов'я
Реформатське богослов'я, також відоме як кальвінізм або реформатська традиція, - це напрям християнського богослов'я, що виник під час протестантської Реформації в 16 столітті. Вона була сформована насамперед вченням Жаном Кальвіна, французького богослова і реформатора.
Однією з центральних доктрин реформатського богослов'я є концепція приречення, яка стверджує, що Бог у Своєму суверенітеті обрав певних людей для спасіння ще до заснування світу. Цей погляд часто узагальнюють абревіатурою TULIP, що означає "Тотальна зіпсованість", "Безумовне обрання", "Обмежена спокута", "Непереборна благодать" і "Наполегливість святих". Ці доктрини разом підкреслюють абсолютний суверенітет Бога у спасінні людей.